# مسجد ولد الحمراء
مسجد ولد الحمراء هو مسجد يقع في مدينة الدار البيضاء بالمغرب، شُيِّد لأول مرة عام 1789.

## تاريخ
بُني المسجد في عهد السلطان محمد الثالث عام 1204 هـ، الموافق لسنة 1789 م. كانت الدار البيضاء واحدة من عدة مدن - بما في ذلك الصويرة ومراكش والرباط - أعاد السلطان محمد الثالث إحيائها بعد زلزال عام 1755. وصف المؤرخ عبد الله العروي السلطان بأنه "مهندس المغرب الحديث".
خضع المسجد لتجديدات في عهد السلطان الحسن الأول عام 1320 هـ / 1892 م.
خضع لأعمال ترميم بإشراف وزارة الشؤون الإسلامية بداية من 14 مايو 2010. افتتح الملك محمد السادس المسجد بعد ترميمه بمناسبة صلاة الجمعة ليوم 16 ديسمبر 2016.

## عمارة
عمارة المسجد مغاربية. تتسع قاعة الصلاة لـ 1500 مُصليا.